# Podbrezovica
Podbrezovica is een plaats in de gemeente Đurmanec in de Kroatische provincie Krapina-Zagorje. De plaats telt 303 inwoners (2001).